# Aszada Szeigo
Aszada Szeigo (japánul: 浅田 斉吾, átírással: Seigo Asada; Oszaka, 1980. március 6. –) japán dartsjátékos. 2012-től 2017-ig a British Darts Organisation, majd 2018-tól a Professional Darts Corporation tagja. Beceneve "The Ninja".

## Pályafutása

### BDO
Aszada 2012-ben először nyerte meg a Japan Open tornát. 2014-ben már a BDO játékosaként újra megnyerte a Japan Open-t, majd részt vett a World Masters kiemelt BDO tornán, ahol az első fordulóban legyőzte Darryl Fittont, mielőtt a második körben kiesett Mark McGeeney ellen.
2015-ben először sikerült kijutnia a BDO világbajnokságra, ahol a selejtező körben Brian Dawson ellen már nem sikerült számára a továbbjutás.
A 2016-os világbajnokságra ismét sikerült kijutnia, ahol ismét a selejtező körben kezdett, ezúttal Darius Labanauskas ellen. Labanauskas ellen 3–1-re sikerült győznie, majd az első körben a holland Wesley Harms ellen 3–2-es vereséget szenvedett.

### PDC
2017-ben Aszada megnyerte a japán darts-bajnokságot, majd 2018-ban már részt vehetett első PDC-dartsvilágbajnokságán. A selejtező körben az ausztrál Gordon Mathers-t 2–1-re győzte le, majd az első körben 3–0-ás vereséget szenvedett a későbbi világbajnok Rob Cross ellen.
2018-ban három állomást nyert meg a PDC Asian Tour sorozatban, majd a japán bajnokságon sem talált legyőzőre, így 2019-ben is részt vehetett a PDC világbajnokságon. A vb-n a legjobb 64-ig jutott, ahol az angol James Wade ellen maradt alul 3–2-re.

## Világbajnoki szereplései

### BDO
- 2015: Selejtező kör (vereség  Brian Dawson ellen 1–3)
- 2016: Második kör (vereség  Wesley Harms ellen 2–3)
- 2017: Selejtező kör (vereség  Jeff Smith ellen 1–3)

### PDC
- 2018: Első kör (vereség  Rob Cross ellen 0–3)
- 2019: Második kör (vereség  James Wade ellen 2–3)
- 2020: Harmadik kör (vereség  Peter Wright ellen 2–4)

## Tornagyőzelmei
| PDC Asian Tour - PDC Asian Tour Japan: 2019 - PDC Asian Tour Malaysia: 2018 - PDC Asian Tour Singapore: 2019 (x2) - PDC Asian Tour South Korea: 2018 - PDC Asian Tour Taipei: 2018 - PDC World Japan Qualifying Event: 2017, 2018, 2019 | - Japan Open: 2012, 2014, 2015, 2016, 2017 |